# Matthäus Tympius
Matthäus Tympius (* 1566 in Heessen; † 26. März 1616 in Münster; auch: Tympe, Timpe; Pseudonym: Paulus Pytthmaetus) war Pädagoge, katholischer Theologe sowie Verfasser und Übersetzer geistlicher Literatur.

## Leben
Nach seinem Studium der Theologie an der Universität Köln von 1586 bis 1593 war Tympius Professor für Philosophie und Rhetorik am Gymnasium Laurentianum in Köln und anschließend Konrektor in Jülich. Nach seiner Priesterweihe wurde er 1595 Rektor der Osnabrücker Domschule, ab 1608 war er Regens des Collegium Dettenianum und Domprediger am Dom zu Münster. Er gilt als geistiger Wegbereiter der Gründung der Universität zu Münster.

## Werk
In seiner Münsteraner Zeit gab Tympius über 80 Publikationen heraus, unter anderem:
- Kinderzucht, Oder Kurtzer Bericht von der Eltern sorg vnd fürsichtigkeit in aufferziehung ihrer lieben Kinder... Münster 1610 ()
- Spiegel der Eheleuth, oder kurtzer Bericht, wie der Prediger… Die Eheleuth von ihrem Amth und schuldiger Pflicht underweisen sollen. Raßfeldt, Münster i. W. 1615 (Regensburger UB 21/B 6168907 angeb. 4)
- Erheblich und wichtige Ursachen warumb in der wollöblichen Statt Münster… eine hochberühmbte Universitet oder Academiam zu fundieren und zu stiften seyn sollen. Münster 1612 (Exemplar im Staatsarchiv Münster, Nachdruck 1980 mit einem Nachwort von Hans Dollinger).